# Petr Letocha
Petr Letocha (* 20. února 1984 Český Těšín) je český politik a podnikatel v marketingu, od října 2021 poslanec Poslanecké sněmovny PČR, v letech 2018 až 2022 zastupitel města Karviná, člen hnutí STAN.

## Život
Vystudoval ISŠ Karviná a v devatenácti letech odešel z Karviné za prací do Prahy, kde vystudoval ještě Euroškolu Praha.
V letech 2004 až 2007 pracoval jako marketingový poradce ve společnosti Seznam.cz, v letech 2007 až 2009 jako key account manager ve společnosti Forclick a mezi roky 2010 a 2014 se živil jako jednatel a společník ve firmě LP media. Od roku 2016 působí jako jednatel a společník ve společnosti Konver agency a Magnety nálepky, od roku 2019 pak ještě ve společnosti Let’s drone.
V roce 2018 se vrátil do Karviné, kde Petr Letocha v místní části Mizerov žije a kde založil rodinu.

## Politické působení
V komunálních volbách v roce 2018 byl jako člen hnutí STAN zvolen zastupitelem města Karviná, a to z pozice lídra kandidátky subjektu „Piráti a Starostové“. V komunálních volbách v roce 2022 kandidoval do zastupitelstva Karviné z 5. místa kandidátky hnutí STAN. Mandát zastupitele města se mu však nepodařilo obhájit.
V krajských volbách v roce 2020 kandidoval jako člen hnutí STAN na kandidátce subjektu „STAN, ZELENÍ a NEZÁVISLÍ“ do Zastupitelstva Moravskoslezského kraje, ale neuspěl.
Ve volbách do Poslanecké sněmovny PČR v roce 2017 kandidoval jako nestraník za hnutí STAN v Moravskoslezském kraji, ale neuspěl. Ve volbách do Poslanecké sněmovny PČR v roce 2021 kandidoval již jako člen hnutí STAN na 4. místě kandidátky koalice Piráti a Starostové v Moravskoslezském kraji. Vlivem 5 671 preferenčních hlasů však nakonec skončil třetí, a byl tak zvolen poslancem.
Ve volbách do Poslanecké sněmovny PČR v roce 2025 kandiduje na 2. místě kandidátky hnutí STAN v Moravskoslezském kraji.